# Afferentur regi, WAB 1
Afferentur regi (Elle est présentée au roi), WAB 1, est un motet, composé par Anton Bruckner en 1861.

## Historique
Afferentur regi est le second des deux « grands motets » d'une « fructueuse et brève » période de composition de Bruckner après la fin de la période d'étude auprès de Sechter, l'autre motet étant l'Ave Maria, WAB 6.
Bruckner composa le motet le 7 novembre 1861 sur le texte de l'offertoire de la Missa pro Virgine et Martyre L'Afferentur regi a été créé à l'Abbaye de Saint-Florian le jour de la fête de sainte Lucie, le 13 décembre 1861.
Une esquisse pour chœur seul a été trouvée dans les archives de l'Abbaye de Kremsmünster. Le manuscrit original n'existe plus, mais plusieurs transcriptions se trouvent dans les archives de l'Abbaye de Saint-Florian. Plus tard, en 1885, Bruckner dédicaça l'œuvre en tant que graduel à Johann Baptist Burgstaller, le maître des chœurs de la Cathédrale de Linz.
L'œuvre a été publiée en 1922 en addendum au Volume 11-12 de Musica Divina, Vienne. Elle est éditée dans le Volume XXI/21 de la Bruckner Gesamtausgabe.

## Texte

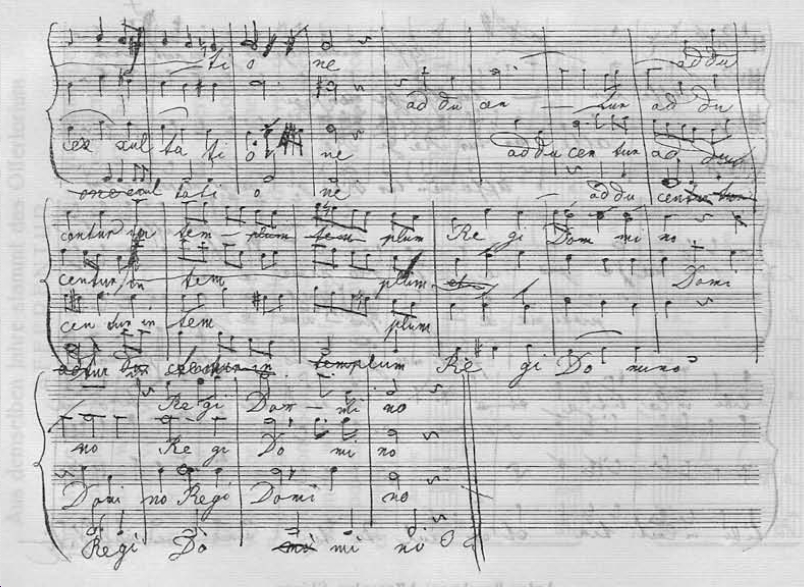
Afferentur regi, esquisse, p. 2

Le texte est tiré des versets 15-16 du Psaume 45 (Psaume 44 dans la Vulgate).
| Afferentur regi virgines post eam; proximae ejus afferentur tibi. Afferentur in laetitia et exsultatione; adducentur in templum regis. | Après elle, les jeunes filles sont amenées au roi, Juste après elle, elles te sont amenées. Elles sont amenées dans la joie et l'exultation, elles sont introduites dans le palais du roi. |

## Composition
L'œuvre de 38-mesures en fa majeur, conçue pour chœur mixte et trois trombones ad libitum, est un offertoire polyphonique.
La composition est en forme ternaire, avec un motif d'ouverture dérivé d'un plain-chant en latin
.
Dans la première section (mesures 1-7), Afferentur regi est chanté en canon par les voix alto et ténor, et est suivi par un renversement du motif par les voix basse et soprano. Une évolution similaire est répétée aux mesures 8-15 sur proximae ejus.
La section du milieu (mesures 15-24), qui commence par "et exultatione" par la voix basse, comme le usque in aeternum aux mesures, 299-309 du futur Te Deum, est proche d'un faux-bourdon, une technique utilisée principalement dans la musique médiévale et de la Renaissance. Elle est suivie d'une pause.
La troisième section (mesures 25-38) sur adducentur in templum commence comme la première partie et se termine sur une pédale sur la tonique.
Keith W. Kinder suggère que l'utilisation du contrepoint est peut-être un reflet d'un sentiment libération de Bruckner de « l'interdiction de composition libre » imposée par son ancien professeur de composition, Simon Sechter. Dermot Gault note que, dans cette composition Bruckner « porte son apprentissage à la légère » dans l'écriture contrapuntique.
Bruckner fit ultérieurement une citation de l'Afferentur regi dans le Qui cum Patre et Filio du Credo de la Messe en ré mineur.

## Discographie
L'Afferentur regi de Bruckner a été enregistrée la première fois en 1965 par Giulio Bertola avec le Coro Polifonico Italiano a cappella (LP : Angelicum de l'APL 5989)
Une sélection des quelque 30 enregistrements :
- Simon Halsey, City of Birmingham Symphony Wind Ensemble & Chorus, Bruckner: Mass in E minor & Motets – Conifer CDCF 192, 1990
- Hans-Christoph Rademann, NDR-Chor de Hambourg, Anton Bruckner: Ave Maria – Carus 83.151, 2000
- Dan-Olof Stenlund, Malmö Chamber Choir, Ausgewählte Werke. MKKCD 051, 2004
- Michael Stenov, Cantores Carmeli, Benefizkonzert Karmelitenkirche Linz – CD/DVD édité par la chorale, 2006 - peut être aussi écouté sur YouTube[9].
- Duncan Ferguson, le Chœur de la Cathédrale sainte-Marie d'Édimbourg, Bruckner: Motets  – CD : Delphian Records DCD34071, 2010
- Philipp Ahmann, MDR Rundfunkchor Leipzig, Anton Bruckner & Michael Haydn - Motets – SACD : Pentatone PTC 5186 868, 2021

## Sources
- Max Auer, Anton Bruckner als Kirchenmusiker, G. Bosse, Ratisbonne, 1927
- Anton Bruckner – Sämtliche Werke, Band XXI: Kleine Kirchenmusikwerke, Musikwissenschaftlicher Verlag der Internationalen Bruckner-Gesellschaft, Hans Bauernfeind et Leopold Nowak (Éditeurs), Vienne, 1984/2001
- Cornelis van Zwol, Anton Bruckner 1824-1896 – Leven en werken, uitg. Thot, Bussum, Pays-Bas, 2012.  (ISBN 978-90-6868-590-9)